# Лехтонен, Микко (1994)
Микко Каспер Лехтонен (фин. Mikko Kasper Lehtonen; род. 16 января 1994, Турку) — финский хоккеист, защитник клуба «Цюрих Лайонс», олимпийский чемпион (2022) и двукратный чемпион мира (2019 и 2022) в составе сборной Финляндии.

## Биография
Воспитанник хоккейного клуба ТПС Турку. Выступал за команду на юниорских и молодёжных соревнованиях. В сезоне 2011/12 дебютировал в высшей лиге Финляндии. В 2015 году перешёл в команду КооКоо, где отыграл два сезона. В сезоне 2016/17 выступал за шведский ХВ71. В сезоне 2017/18 был игроком «Таппары», после чего вновь вернулся в Швецию. В 2019 году подписал контракт с командой Континентальной хоккей лиги «Йокерит». По итогам сезона-2019/20 признан самым результативным защитником (49 очков: 17 шайб + 32 передачи).
В мае 2020 года игрок расторг соглашение с «Йокеритом», чтобы перейти в клуб НХЛ «Торонто Мейпл Лифс». В июле 2020 года вернулся в «Йокерит» на правах аренды.
30 апреля 2022 года контракт Лехтонена и СКА был расторгнут по взаимному согласию.
11 мая 2022 года подписал двухлетний контракт со швейцарским клубом «Цюрих Лайонс».
Играл за юниорскую и молодёжную сборные Финляндии. В 2014 году стал чемпионом мира среди молодёжных команд. В 2017 году дебютировал за взрослую сборную на первенстве планеты. В 2018 году выступал за олимпийскую сборную Финляндии. В 2019 году в составе сборной завоевал золотые медали чемпионата мира и был включен в символическую сборную турнира.